# Aiguille de Chambeyron
Aiguille de Chambeyron – szczyt w Alpach Kotyjskich, części Alp Zachodnich. Leży w południowo-wschodniej Francji w regionie Prowansja-Alpy-Lazurowe Wybrzeże, blisko granicy z Włochami. Szczyt można zdobyć drogami ze schronisk: Réfuge du Chambeyron (2626 m) i Bivacco Barenghi (2815 m). Sąsiaduje z Brec de Chambeyron. Najbliżej położona miejscowości to Saint-Paul w dolinie Valle dell'Ubaye po stronie francuskiej oraz Acceglio w dolinie Valle Maira po stronie włoskiej.
Pierwszego wejścia dokonał William Auguste Coolidge 28 lipca 1879 r.